# Jefe de la Casa de Su Majestad el Rey
El jefe de la Casa de Su Majestad el Rey es el funcionario de mayor rango de la Casa Real española. Es designado por el rey para brindarle apoyo en el cumplimiento de sus funciones como jefe de Estado, así como asegurar el buen funcionamiento de su Real Casa. Tiene rango de ministro.
Al jefe de la Casa le compete ejercer la dirección e inspección de todos los servicios de esta y mantener comunicación con los departamentos ministeriales y otros organismos superiores de la Administración del Estado o instituciones para los asuntos que afecten a las funciones de la Casa, ya directamente, ya a través de la Secretaría General o delegando para asuntos concretos en el responsable del servido que estime oportuno.
Asimismo es el encargado de formular la propuesta de presupuesto de la Casa de Su Majestad el Rey, disponer los gastos propios de los Servicios de dicha Casa dentro del importe de los créditos autorizados y en la cuantía reservada a su competencia por determinación del rey, firmar los contratos relativos a asuntos propios de la Casa de S.M. el Rey, establecer las normas de coordinación precisas entre la Guardia Real y el Servicio de Seguridad y aprobar las cuentas anuales correspondientes a la liquidación de cada ejercicio económico.
El actual jefe de la Casa de Su Majestad el Rey es Camilo Villarino Marzo, desde el 19 de febrero de 2024.

## Elección
La elección del jefe de la Casa es una prerrogativa reservada al monarca, de acuerdo con lo estipulado en el artículo 65.2 de la Constitución:

2. El Rey nombra y releva libremente a los miembros civiles y militares de su Casa.

## Historia
El cargo de jefe de la Casa de Su Majestad el Rey se creó junto con la Casa de Su Majestad el Rey en 1975, siendo su predecesor temporal el cargo de jefe de la Casa Civil del Jefe del Estado y, monárquicamente, el de mayordomo mayor del rey de España.
En inicio, el cargo era otorgado a aristócratas y militares como un honor, pero con la modernización y profesionalización del Estado, en 1993 se otorgó el cargo a un diplomático aristócrata, José Fernando de Almansa Moreno-Barreda. Desde éste, los sucesivos jefes de la Casa del Rey han sido todos profesionales de carrera, siendo éstos diplomáticos, abogados o profesores universitarios, caso del actual jefe.

## Dependencias
Del jefe de la Casa dependen:
- Todos los servicios de la Casa de Su Majestad, en especial: la Jefatura, la Secretaría General, el Cuarto Militar y la Guardia Real.
- La Oficina de Intervención, a cuyo frente estará un interventor que ejercerá las funciones de control de la gestión económico-financiera, presupuestaria y contable conforme a las técnicas empleadas en la Administración General del Estado.
- Un consejero diplomático, que prestará asistencia a la Casa Real en el ámbito de las relaciones internacionales. Las funciones del consejero diplomático podrán ser asumidas por el responsable de cualquiera de las unidades integradas en la Secretaría General o por otra persona designada al efecto.

## Jefes de la Casa de Su Majestad el Rey
| Titular (Nac.–Fall.) | Titular (Nac.–Fall.)                                              | Mandato                  | Mandato                  | Mandato           | Monarca (reinado)         | Ref.          |
| Titular (Nac.–Fall.) | Titular (Nac.–Fall.)                                              | Nombramiento             | Cese                     | Duración          | Monarca (reinado)         | Ref.          |
| -------------------- | ----------------------------------------------------------------- | ------------------------ | ------------------------ | ----------------- | ------------------------- | ------------- |
|                      | Nicolás Cotoner y Cotoner Marqués de Mondéjar (1905-1996)         | 2 de diciembre de 1975   | 19 de enero de 1990      | 14 años y 48 días | Juan Carlos I (1975-2014) | [ 8 ] [ 9 ]   |
|                      | Sabino Fernández Campo Conde de Latores (1918-2009)               | 19 de enero de 1990      | 8 de enero de 1993       | 2 años y 355 días | Juan Carlos I (1975-2014) | [ 10 ] [ 11 ] |
|                      | José Fernando de Almansa Vizconde del Castillo de Almansa (1948-) | 8 de enero de 1993       | 16 de diciembre de 2002  | 9 años y 342 días | Juan Carlos I (1975-2014) | [ 12 ] [ 13 ] |
|                      | Alberto Aza Arias (1937-)                                         | 16 de diciembre de 2002  | 29 de septiembre de 2011 | 8 años y 287 días | Juan Carlos I (1975-2014) | [ 14 ] [ 15 ] |
|                      | Rafael Spottorno Díaz-Caro (1945-)                                | 29 de septiembre de 2011 | 23 de junio de 2014      | 2 años y 267 días | Juan Carlos I (1975-2014) | [ 16 ] [ 17 ] |
|                      | Jaime Alfonsín Alfonso Marqués de Alfonsín (1956-)                | 23 de junio de 2014      | 16 de febrero de 2024    | 9 años y 238 días | Felipe VI (2014-presente) | [ 18 ] [ 19 ] |
|                      | Camilo Villarino (1964-)                                          | 16 de febrero de 2024    | En el cargo              | 1 año y 135 días  | Felipe VI (2014-presente) | [ 6 ]         |